# 笠置山地
笠置山地（かさぎさんち）は、京都府南東部、滋賀県南西部から奈良県北東部、三重県中西部（上野盆地西側）にある高原状の山地。中央部を木津川が横切っており、狭義には川の南に位置する笠置山を含む大和高原のみを指し、木津川以北は信楽山地として区別する。なお、京都府と奈良県との府県境は木津川より南にある。

## 地理
西部は南から奈良盆地、京阪奈丘陵、京都盆地。東部は木津川水系の名張川に区切られ上野盆地が広がる。北西部は淀川水系の宇治川に区切られ醍醐山地、北東部は田上山地（信楽高原）、南西部は大和川水系の初瀬川および吉隠川に区切られ竜門山地、南東部は宇陀川に区切られ宇陀山地、室生山地へと続いている。標高は200mから500m前後で、比較的なだらかな高原状の山地となっている。

## 交通
高原状の山地であるが、山地内を通る鉄道は敷設されなかったが、JR西日本の関西本線が木津川沿いに走っている。また笠置山地の南端を沿うように近畿日本鉄道大阪線が走っている。一方で、国道は京都府内では国道163号（木津川沿い）と国道307号が東西に走っている。奈良県内では、国道369号が、奈良市から東に進み笠置山地中央部から南進し南北に縦断している。また名阪国道が、天理ICから上野盆地まで貫いている。

## 特色
月ヶ瀬の梅林が有名である。この梅林は、食用ではなく鳥梅（染料の原料の一つ）の生産のために明治時代まで盛んに成育され、最盛期の江戸時代には約10万本の梅の木があったという。現在は合成染料によって、染料としての需要がなくなったが、今でも約1万3000本の梅の木がある。詳しくは月ヶ瀬梅林を参照。この他、高原特有の冷涼な気候で、茶の生産も盛んである（奈良県では大和茶、京都府では宇治茶のブランドがある）。また中央に名阪国道が通り、大阪方面からのアクセスも良いため多くのゴルフ場がある。

## 主な山
木津川以北
- 鷲峰山（682m）

木津川以南
- 笠置山（324m）- 山中を境内とする笠置寺がある。後醍醐天皇が笠置山で挙兵し元弘の乱の発端となったことで有名。
- 神野山（618.8m） - ツツジが有名。また鍋倉渓と呼ばれる岩石の群れがある。一帯は県立月ヶ瀬神野山自然公園に指定されている。
- 若草山（342m）
- 龍王山（586m） - 山頂には十市氏が築いた山城跡がある。
- 三輪山（467m）- 大神神社（三輪神社）の神奈備。
- 巻向山（567m）
- 貝ヶ平山（822m）
- 茶臼山（535.8m）

## 主な川

### 笠置山地から流れ出す主な川
大和川水系
- 初瀬川 - 上流に初瀬ダムがある。
- 布留川 - 上流に天理ダムがある。
- 高瀬川
- 佐保川

木津川水系
- 遅瀬川 - 上流に上津ダムがある。
- 布目川 - 上流に布目ダムがある。
- 白砂川
- 和束川

淀川水系
- 田原川

### ダム湖
- 室生ダム（宇陀川）- 室生湖とも呼ばれる。
- 高山ダム（名張川）- 月ヶ瀬湖とも呼ばれる。